# 一心寺 (岐阜県揖斐川町)
一心寺（いっしんじ）は、岐阜県揖斐郡揖斐川町三輪の城台山山中にある阿弥陀如来を本尊とする浄土宗鎮西派の寺院で、山号はなく院号を播隆院と称する。西美濃三十三霊場7番札所。
天保元年(1830年)に揖斐領主岡田氏家臣の芝山長兵衛が開基となり、伊吹山で念仏行を行っていた播隆のために一宇を建立したのが始まりである。創建時は阿弥陀堂と称していた。播隆は中山道太田宿で没し、葬られているが住持を務めていた当寺にも墓が設けられている。明治12年(1879年)に一心寺と改称。明治24年(1891年)には濃尾地震で倒壊するが、同26年に再建された。平成29年(2017年)現在無住となっているが、春秋の2回寺宝の地獄絵図が開帳されている。